# Aegiale hesperiaris
Aegiale hesperiaris es una especie de lepidóptero papilionoideo de la familia Hesperiidae, que crece en las hojas, pencas y raíces del maguey. La oruga es conocida como gusano de maguey; este nombre también se refiere a las orugas Comadia redtenbacheri y Xyleutes redtenbacheri, gusano blanco de maguey o meocuilin. Es la única especie del género Aegiale de la familia Hesperiidae. La oruga es blanca (excepto la cabeza y las extremidades pardas) y, en México, se come frita. Se parece al chinicuil, que es la oruga de una polilla (Cossidae), que también es un gusano comestible del maguey, pero de color rojo.
Se obtiene del centro del maguey después de las épocas de lluvia. Su origen es primordialmente del estado de Hidalgo.

## Información nutrimental
Estos insectos pueden llegar a tener entre 30% y 80% de contenido proteínico. Además los insectos pueden aportar a la dieta humana vitaminas, minerales y grasas.

## Popularidad
Junto con los escamoles, el gusano de maguey es el insecto mexicano que ha alcanzado mayor prestigio gastronómico mundial, siendo apreciado por todos los sectores de la sociedad mexicana (aunque, por su alto precio, su consumo ha quedado reservado a los sectores adinerados). Cocinado tiene tamaño y consistencia semejantes a los de una patata a la francesa, pero un sabor delicado y exquisito. Por su escasez es muy caro, un plato pequeño de gusanos de maguey, como entrada, cuesta alrededor de 350 pesos mexicanos (alrededor de 17 y 18 tanto euros como dólares estadounidenses). Industrialmente se ha tratado de suplantarlo por otra crisálida que se cría en residuos de tortilla. 